# Deneb Algedi
Deneb Algedi (Delta Capricorni, δ Capricorni, δ Cap) je nejjasnější hvězda v souhvězdí Kozoroha. Pouhým okem je vidět jako jedna hvězda, ovšem jedná se o zákrytovou dvojhvězdu typu Algol. Maximální  zdánlivá jasnost dvojice je 2,81m .
Systém se skládá ze zákrytové dvojhvězdy Delta Capricorni A a dvou optických společníků (13. a 16. hvězdné velikosti) označených B a C. Složky Delta Capricorni A jsou označovány jako Delta Capricorni Aa (Deneb Algedi) a Ab.

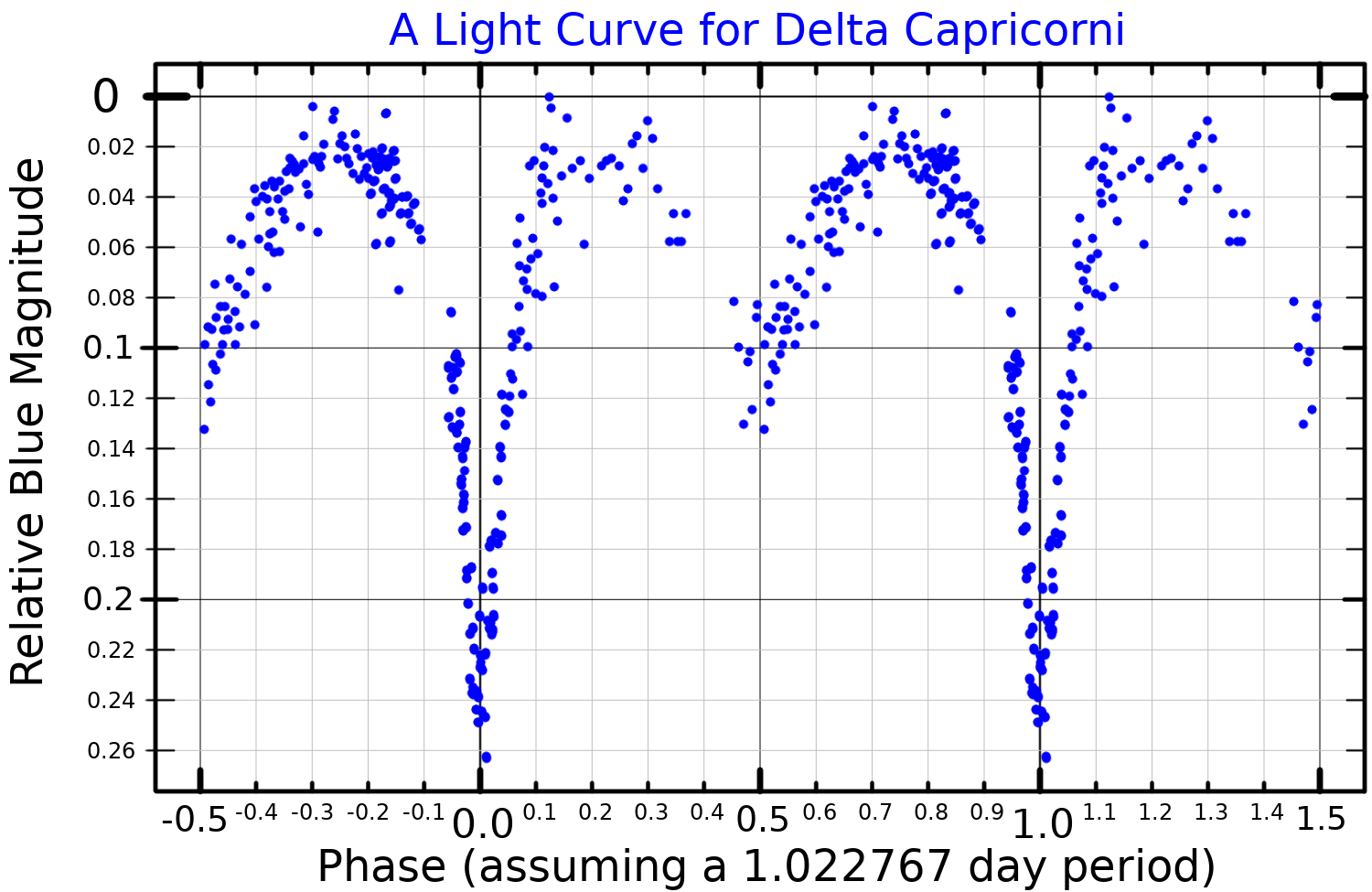
Světelná křivka Delta Cap v modré magnitudě

Primární hvězda Aa je bílý obr spektrální třídy A a díky společnému světlu Aa a Ab je nejjasnější hvězdou souhvězdí. Perioda zákrytů je přibližně 1,02 dne, během oběhu sekundární složky kolem hlavní hvězdy se hvězdná velikost mění o 0,24m. Sekundární složkou je hvězda typu G nebo K o hmotnosti přibližně 90 % hmotnosti Slunce.
Jelikož Delta Cap je blízko ekliptiky, může být zakryta Měsícem a zřídka také planetami.
Rozhodnutím Mezinárodní astronomické unie (IAU) se tradiční jméno u vícenásobných hvězdných soustav přiděluje nejjasnější složce, tedy jméno Deneb Algedi přísluší hvězdě Delta Capricorni Aa.